# Cherkesogái
Los cherkesogái (del ruso: Черкесогаи), autodenominados jay «хай», armenios circasianos en armenio: չերքեզահայեր, cherk'ezahayer, en ruso: черкесские армяне, ermeli en cabardiano/adigué: ермэлы, armenios de las montañas (del ruso: горские армяне) o armenios del Kubán (del ruso: закубанские армяне)) es una etnia de armenios que viven principalmente en el territorio de los actuales krai de Krasnodar y la república de Adiguesia de la Federación de Rusia desde finales del siglo XV y hablan en un etnolecto de base adigué. En la actualidad, los cherkesogái se concentran principalmente en las ciudades rusas de Maikop y Armavir.
Según el censo ruso de 2002, 230 cherkesogái declaraban el adigué y 222 el cabardiano como su lengua nativa.

## Historia

El Cáucaso en el siglo XVII

Desde la Edad Media, la etnia armenia se vio forzada a emigrar desde su patria histórica (Diáspora armenia), primero por la presión de los pueblos túrquicos nómadas y más tarde por la persecución religiosa contra los cristianos llevaba a cabo por las autoridades del Imperio otomano y Persia. Desde los primeros momentos, el Cáucaso norte se convirtió en uno de los principales lugares de asentamiento de los emigrantes. En 1475 los otomanos logran acabar con la presencia genovesa en el litoral de la orilla oriental del mar Negro y con el principado de Teodoro. Tanto en estos territorios como en los vecinos del Janato de Crimea, vasallo turco, se inició un proceso de turquificación e islamización de la población. Una parte de los armenios que residían en estas áreas emigraron principalmente a los territorios del principado de Moldavia, el Reino de Polonia y el Ducado de Lituania. La otra parte buscó refugio en las montañas entre los pueblos circasianos, constituyendo el origen de los cherkesogái o "armenios de la montaña". Adoptaron en parte las costumbres, los hábitos y el modo de vida de las pueblos del Cáucaso Norte entre los que se establecieron, formándose una nueva etnia diferenciada surgida de la influencia mutua de las dos culturas. Conservan como rasgo identitario la pertenencia a la Iglesia apostólica armenia.
Los primeros documentos rusos en los que aparecen los cherkesogái es un informe sin fechar del clérigo armenio Iósif Argutián a Catalina II, en el que se testimonia un primer contacto de los clérigos armenios con los armenios circasianos y los esfuerzos para tratar de organizar su emigración al Imperio ruso, huyendo del aumento de la influencia otomana en el noroeste del Cáucaso en el último cuarto del siglo XVIII. Esta emigración organizada se establecería oficialmente tras el tratado de Adrianópolis en 1829. Una muestra de esta colonización son las 300 familias que, bajo la protección del general Grigori Zas, comandante en aquel momento (un año después se le asignaría el mando de todo el flanco derecho de la Línea defensiva del Cáucaso) de la línea defensiva del Kubán, se trasladaron de las montañas a las llanuras de la margen izquierda del río Kubán y fundaron en 1839 Armianski aul, el actual Armavir, frente al fuerte Prochni Okop.